# Heinäsaari (ö i Norra Karelen, Pielisen Karjala, lat 63,19, long 30,78)
Heinäsaari är en ö i Finland. Den ligger i sjön Pahakala och i kommunen Lieksa i den ekonomiska regionen  Pielinen-Karelen  och landskapet Norra Karelen, i den östra delen av landet, 400 km nordost om huvudstaden Helsingfors. Öns area är 0,2 hektar och dess största längd är 120 meter i sydöst-nordvästlig riktning.